# Jörg Haider

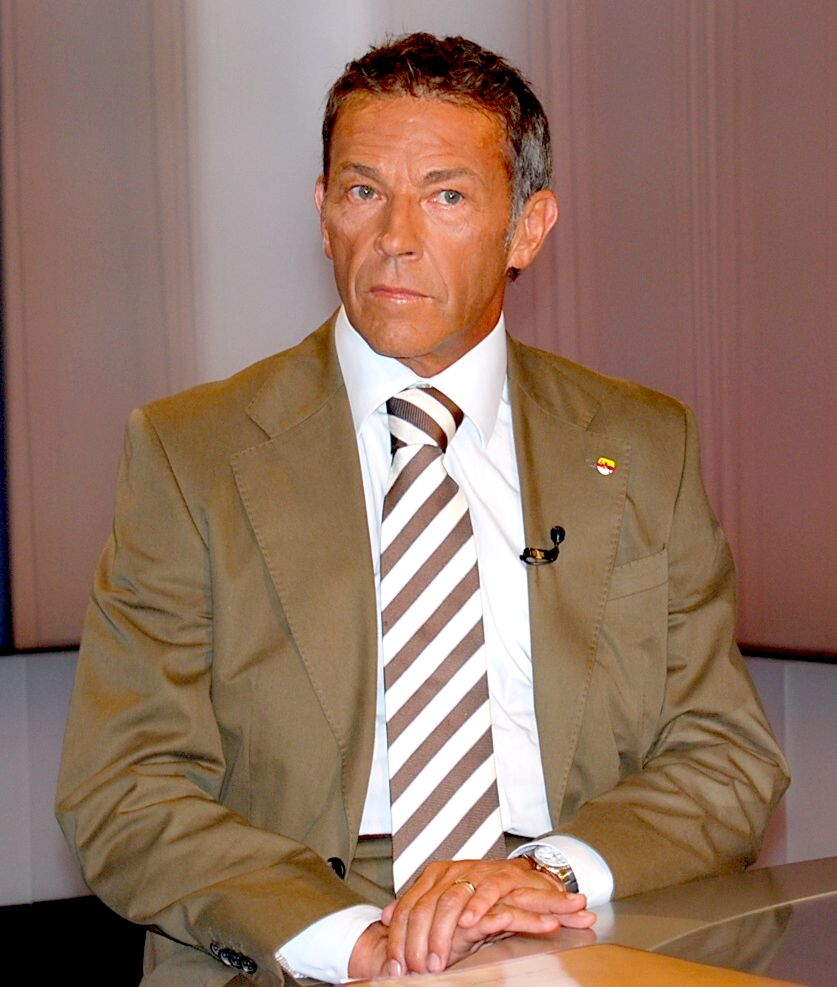
Jörg Haider v roce 2008 (autor: Dieter Zirnig)

Jörg Haider (26. ledna 1950 – 11. října 2008) byl rakouský politik, představitel tamějšího tzv. třetího tábora, kde se mísí prvky liberalismu a nacionalismu. Naposledy byl zemským hejtmanem Korutan a předsedou parlamentní strany Svaz pro budoucnost Rakouska (Bündnis Zukunft Österreich, BZÖ).

## Kariéra
Dlouhou dobu byl předsedou strany Svobodných (Freiheitliche Partei Österreichs, FPÖ) a jejím ideovým lídrem zůstal i nějaký čas poté, co v únoru 2000 odstoupil z pozice předsedy. Tehdejší vláda s účastí jeho strany, byť v ní nebyl zastoupen přímo Haider, sklidila velkou kritiku EU a na Rakousko byly uvaleny diplomatické sankce. V dubnu 2005 však založil Svaz pro budoucnost Rakouska a byl Svobodnými vyloučen.

## Politické názory
Proslul zejména svým populismem a přinejmenším v 90. letech 20. století i verbálně projevovanými sympatiemi k extrémní pravici. Např. v roce 1991 pochválil třetí říši Adolfa Hitlera za údajně „zdravou zaměstnaneckou politiku“. V roce 1995 prohlásil, že příslušníkům SS přísluší „veškerá úcta a uznání“.
Srovnával také nacistické transporty Židů do vyhlazovacích koncentračních táborů s odsunem sudetských Němců z Československa a Polska po 2. světové válce.

## Úmrtí a posmrtné kontroverze
Zemřel při autonehodě 11. října 2008 ráno na okraji Klagenfurtu, když narazil do betonového sloupu poté, co silně opilý (1,8 promile alkoholu v krvi) předjel jiné auto rychlostí 142 km/h, ačkoli na daném úseku silnice platila maximální rychlost 70 km/h. Šlo o velmi kontroverzního, v Rakousku však i uznávaného a oblíbeného politika. Jeho kvazistátnického pohřbu se v Klagenfurtu zúčastnilo asi 25 tisíc lidí. Kromě jiných i syn libyjského vůdce Kaddáfího.
Po smrtelné nehodě výrazně utrpěl jeho obraz coby politika toužícího po pořádku a právu, protože nehodu způsobil opilý a ve vysoké rychlosti. Také jeho pověst konzervativce utržila ránu poté, co jeho mluvčí a dlouholetý přítel Stefan Petzner přiznal, že byl homosexuálně orientován a měl s ním dlouhodobý „mimořádný vztah“. O jeho homosexualitě či bisexualitě se spekulovalo již od 90. let, často se ji různé strany a organizace snažily použít jako argument proti němu, což se jim ovšem nikdy nepodařilo. On sám proti homosexuálům nikdy přímo nevystupoval, na rozdíl od svých stranických kolegů, kteří často homosexualitu odsuzovali. Rakouskými médii proběhly Haiderovy fotografie z klagenfurtského gay klubu „Zum Stadtkrämer“ krátce před nehodou. Podle citovaných svědků tam byl spolu s Petznerem a odešel spěšně po emotivní rozmíšce s ním.
Okolnosti jeho smrti jsou dodnes tématem knih a publikací různých spisovatelů, kteří pochybují o nehodě a jsou přesvědčení, že jeho smrt byla „práce“ zahraničních tajných služeb.